# J’adore Hardcore
J’adore Hardcore – pierwszy singel promujący płytę Under the Radar Over the Top niemieckiej grupy muzycznej Scooter.
7 sierpnia 2009 roku ukazał się teledysk, a tydzień później wydany został singel.

## Lista utworów
1. J’adore Hardcore (Radio Edit) 3:47
2. J’adore Hardcore (The Melbourne' Club Mix) 5:51
3. J’adore Hardcore (Extended Mix) 5:39
4. J’adore Hardcore (Megastylez Edit) 3:19
5. J’adore Hardcore (Megastylez Remix) 6:02
6. Dushbag 4:38